# Quercus drummondii
Quercus drummondii är en bokväxtart som beskrevs av Frederik Michael Liebmann. Quercus drummondii ingår i släktet ekar, och familjen bokväxter.
Artens utbredningsområde är Texas. Inga underarter finns listade.